# Ewelina Tobiasz
Ewelina Tobiasz est une joueuse de volley-ball polonaise née le 6 février 1994 à Tarnów. Elle mesure 1,77 m et joue au poste de passeuse. Elle totalise 24 sélections en équipe de Pologne.

## Clubs
| Club                             | De        | À         |
| -------------------------------- | --------- | --------- |
| UKS Jedynka Tarnów               |           | 2008-2009 |
| SMS PZPS Sosnowiec               | 2009-2010 | 2012-2013 |
| AZS KSZO Ostrowiec Świętokrzyski | 2013-2014 | 2014-2015 |
| Budowlani Łódź                   | 2015-2016 | 2016-2017 |
| MKS Dąbrowa Górnicza             | 2017-2018 | 2017-2018 |
| Budowlani Łódź                   | 2018-2019 | 2018-2019 |
| KS Energetyk Poznań              | 2019-2020 | 2019-2020 |
| Budowlani Łódź                   | 2020-2021 | …         |

## Palmarès
- Supercoupe de Pologne
  - Vainqueur : 2018.
- Coupe de Pologne
  - Finaliste : 2017.
- Championnat de Pologne
  - Finaliste : 2017, 2019.